# Macrospondylus
Macrospondylus es un género extinto de crocodiliforme teleosáurido que vivió desde el Jurásico Inferior (Toarciano). Ejemplares fosilizados han sido hallados en Alemania, Inglaterra y Francia.

## Especies

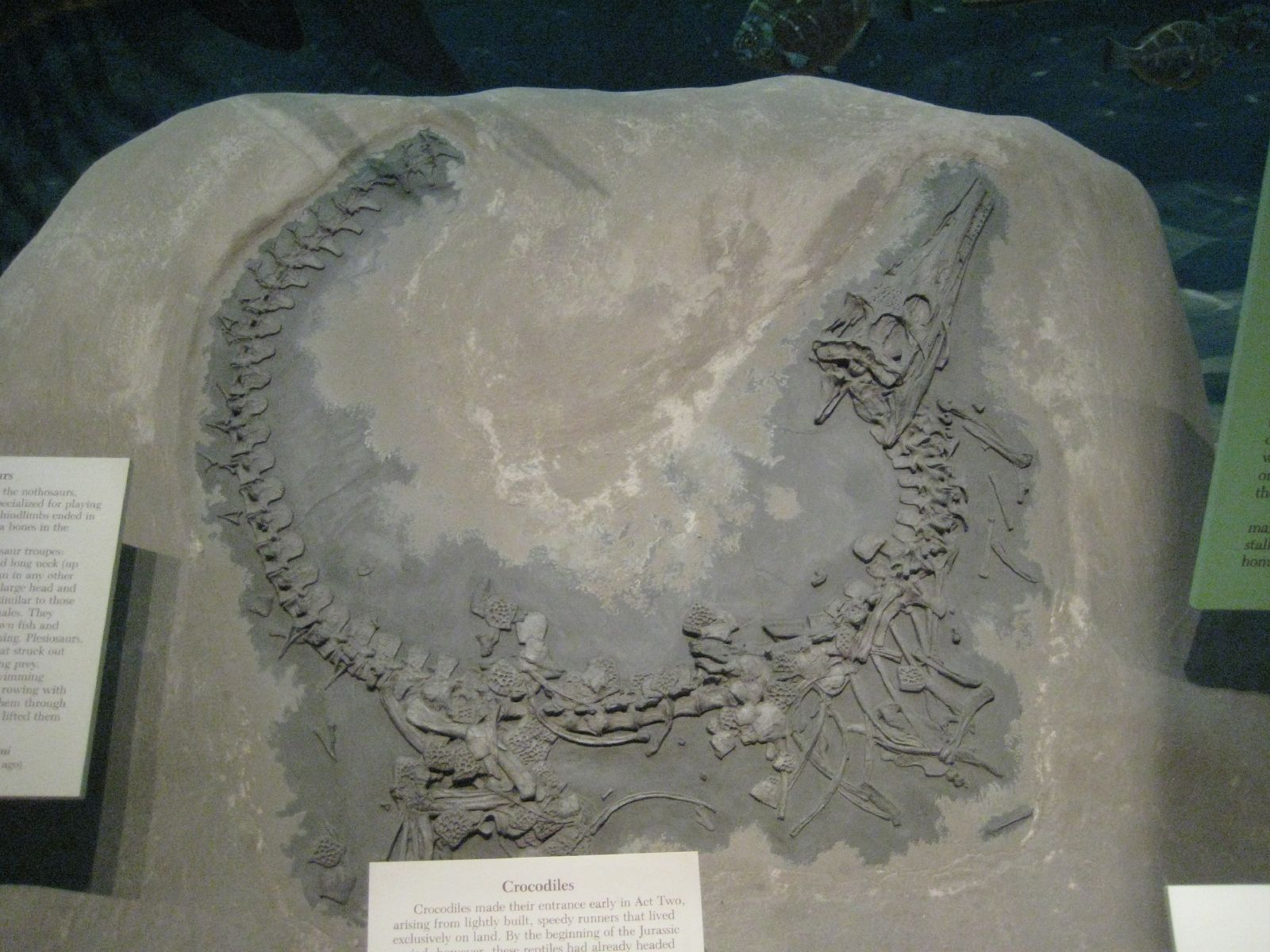
Macrospondylus bollensis

La especie tipo de Macrospondylus, M. bollensis, se ha colocado tradicionalmente en Steneosaurus, pero los análisis cladísticos no la recuperan en un clado monofilético con otras especies nominales de Steneosaurus. Una especie anteriormente sinonimizada con bollensis,  Mystriosaurus, es un taxón distinto.